# 阿特韋爾 (密蘇里州)
阿特韋爾（英語：Atwell）是位於美國密蘇里州米勒縣的非建制地區。

## 歷史
阿特韋爾的郵局於1894年設立，其後於1910年停運。

## 地理
阿特韋爾所處的海拔為高於海平面286米（即938英呎），而該地所採用的時區為UTC-6，即北美中部時區（CST）。同時該地設有夏令時間，為UTC-6調快一小時，即UTC-5（CDT）。